# Großer Haken

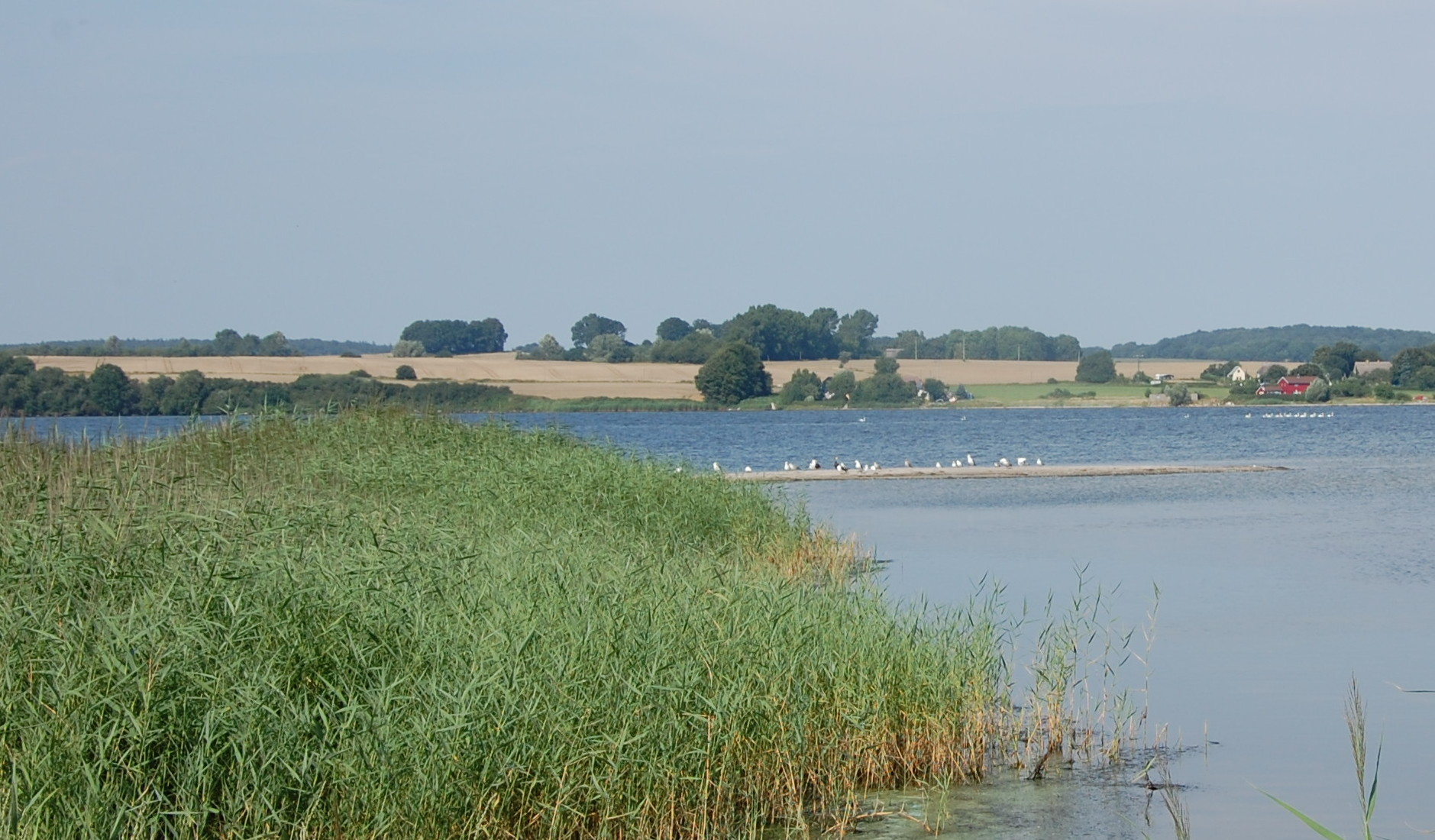
Blick von Vilm auf den Großen Haken

Der Große Haken ist ein Sandhaken an der Nordspitze der Insel Vilm im Landkreis Vorpommern-Rügen.
Der Haken ist als Geotop beim Landesamt für Umwelt, Naturschutz und Geologie Mecklenburg-Vorpommern unter der Nummer G2_245 erfasst.
Er ragt in den Greifswalder Bodden und wächst weiter in Richtung Nordosten. Der Name Großer Haken ergibt sich im Gegensatz zum Kleinen Haken, der sich im Südwesten der Insel befindet. Auf dem Großen Haken befindet sich ein Vogelrastplatz.